# スコット・マクブライエン
スコット・マクブライエン（Scott McBrien 1980年2月14日- ）は、アメリカ合衆国メリーランド州ロックビル出身のフットボール選手。ポジションはクォーターバック。

## 経歴
高校3年次には、パス131回中90回成功、1,878ヤード、25TD、インターセプト0で、チームの13連勝に貢献、USAトゥデイで高校は、全米13位に評価された。
ウェストバージニア大学に進学し、1年次の2000年には、先発1試合を含む10試合に出場し、パス99回中42回成功、755ヤード、3TD、3INTの成績を残した。ピッツバーグ大学とのバックヤード・ブロウルでは、257ヤード、2TDをあげた。ノートルダム大学戦では第2Qからブラッド・ルイスをリリーフして、252ヤード、1TDをあげた。
2001年、メリーランド大学に転校した。この年は、NCAAの規定で試合に出場できなかった。
2002年、全14試合で先発出場、パス284本中162本成功、2,497ヤード、15TD、10INTの成績を残し、ランでも284ヤード、7TDをあげて、アトランティック・コースト・カンファレンスのオールチームに選ばれた。開幕戦のアクロン大学戦では、前半だけで252ヤードを投げて1TD、ランでも1TDをあげる活躍を見せた。東ミシガン大学戦ではキャリアハイの300ヤードを投げて、スティーブ・サターへの91ヤードのTDパスを含む3TDパスを投げた。かつて所属したウェストバージニア大学戦ではチームを48-17の勝利に導いた。デューク大学戦ではランでTDをあげるとともに、69ヤードのTDパスを通した。ノースカロライナ大学戦では80ヤードのTDパスを通すなど、平均31.7ヤードのパスを成功させた。ノースカロライナ州立大学戦では、36ヤードのパスを通し、ニック・ノバクの決勝FGをお膳立てした。クレムゾン大学戦では自己最多タイの3TDパスを投げると同時に3INTを喫した。テネシー大学とのピーチボウルでは、7回のランで36ヤード、2TDをあげる活躍を見せた。この年2,497ヤードを投げて、大学歴代5位となるQBレイティング141.3を記録した。この年の彼のパス成績は、アトランティック・コースト・カンファレンス2位、全米12位であった。
2003年、ウェストバージニア大学戦に34-7で勝利、クレムゾン大学線では3TDパスを決めた。ノースカロライナ大学戦では、自己ベストの4TDパスを決めた。フィリップ・リバースのノースカロライナ州立大学にも残り7分で16得点をあげて勝利した。この年チームは9勝3敗でゲイターボウルに出場、再度ウェストバージニア大学と対戦、キャリアハイの351ヤードを投げて、3TDパス、1TDランをあげる活躍で、41-7と勝利試合のMVPに選ばれた。この年、大学歴代3位の19TDパスを成功させている。
2004年4月30日、ドラフト外フリーエージェントで、グリーンベイ・パッカーズと契約、プレシーズンゲームでは、ブレット・ファーヴの控えQBの座を争ったが、同年9月に解雇された。その後2005年1月、NFLヨーロッパのライン・ファイヤーに派遣されるために、パッカーズと再契約を果たした。ライン・ファイヤーで彼は13TD、12INTの成績に終わり、パッカーズから解雇された。彼が解雇された時点で、パッカーズはファーヴの他に、クレイグ・ノール、ドラフト1巡指名のアーロン・ロジャース、J・T・オサリバンと4人のQBが在籍していた。
2005年12月、CFLのモントリオール・アルエッツと契約、2シーズンを過ごした。
現役引退後、メリーランド州ロックビルにスコット・マクブライエン・パッシング・アカデミーを設立、ユースや高校生の指導をしている。